# 马斯利亚尼诺
马斯利亚尼诺（羅馬化：Maslyanino）是俄罗斯新西伯利亚州的工人村（市级镇）、马斯利亚尼诺区行政中心，地处新西伯利亚州东南部，位于鄂毕河流域别尔季河畔，在州府新西伯利亚东南方，南距新西伯利亚州与阿尔泰边疆区边界约17公里。
该地2021年人口有13,235人；2010年人口13,102；2002年人口13,565；1989年人口12,656。